# El Capo: el escape del siglo
El Capo: El Escape del Siglo es una película de Dragon Films obra prima de Axel Uriegas, una obra ficticia inspirada en la fuga del narcotraficante Mexicano Joaquín “El Chapo” Guzmán del Centro Federal de Readaptación Social No. 1. el 11 de julio de 2015.